# Håsjöbyn
Håsjöbyn är en bebyggelse öster om Singsjön, söder om Håsjö gamla kyrka i Håsjö distrikt i Bräcke kommun.  Bebyggelsen klassades från 2020 till 2023 som en småort.